# Temporada 1962 del Campeonato de Europa de Rally
La temporada 1962 fue la edición 10º del Campeonato de Europa de Rally. Comenzó el 20 de enero con el Rally de Montecarlo y finalizó el 17 de noviembre en el RAC Rally.

## Calendario
| N.º | Fecha                        | Rally                                         |
| --- | ---------------------------- | --------------------------------------------- |
| 1   | 20-25 de enero               | 31. Rallye Automobile de Monte-Carlo          |
| 2   | 6-10 de mayo                 | 14. Internationale Tulpenrallye               |
| 3   | 24-27 de mayo                | 10. Rally Acropolis                           |
| 4   | 7-12 de junio                | 23. Coupe des Alpes                           |
| 5   | 12-16 de junio               | 13. Svenska Rallyt till Midnattsolen          |
| 6   | 2-6 de agosto                | 22. Rajd Polski                               |
| 7   | 17-19 de agosto              | 12. Jyväskylän Suurajot - Rally of 1000 Lakes |
| 8   | 29 de agosto-2 de septiembre | 21. Liège-Sofia-Liège                         |
| 9   | 26-30 de septiembre          | 6. AvD/ADAC Baden-Baden Deutschland rallye    |
| 10  | 19-21 de octubre             | 30. Rallye International de Genève            |
| 11  | 12-17 de noviembre           | 11. RAC International Rally of Great Britain  |

## Resultados

### Campeonato de pilotos
| Pos. | Piloto              | MON | TUL | GRE | FRA | SWE | POL | FIN | BEL | GER | SUI | GBR | Punkty |
| ---- | ------------------- | --- | --- | --- | --- | --- | --- | --- | --- | --- | --- | --- | ------ |
| 1    | Hans-Joachim Walter | 2   | 7   | 1   |     | 5   | 1   |     | 1   | 2   |     | Ret | 158.0  |
| 2    | Erik Carlsson       | 1   | 4   | 2   |     | 3   | Ret | 3   | Ret | 7   | 2   | 1   | 153.0  |